# André Masson
André Masson (* 4. Januar 1896 in Balagny-sur-Thérain, Département Oise; † 28. Oktober 1987 in Paris) war ein französischer Maler, Grafiker und Bildhauer.

## Leben und Werk
Masson studierte bereits mit 14 Jahren an der Kunstakademie in Brüssel, wo er ab 1904 lebte, und setzte seine Studien in Paris an der École Nationale Supérieure des Beaux-Arts bei Paul Baudoin fort. Bei Ausbruch des Ersten Weltkriegs meldete er sich als Freiwilliger, was ihm 1917 eine schwere Verletzung einbrachte.
Anfangs war Masson vom Kubismus beeinflusst. Er hatte zu Beginn der 1920er Jahre in der rue Blomet in Paris ein Atelier; sein Nachbar, mit dem er Freundschaft schloss, war Joan Miró. 1924 schloss er sich den Surrealisten um André Breton an, verließ die Gruppe jedoch bald wieder, als die Mitglieder sich immer öfter uneinig waren und in Streit gerieten. Eine lebenslange Freundschaft verband ihn allerdings mit dem Ethnologen und Schriftsteller Michel Leiris, der ebenfalls den Surrealisten angehörte. Im Jahre 1928 illustrierte Masson unter anderem mit 150 Radierungen den von Louis Aragon unter dem Pseudonym Albert de Routisie veröffentlichten erotischen Roman Le Con d'Irène (deutsch: Irènes Möse).
Masson war auch ein enger Freund von Georges Bataille, der zu Beginn der 1930er Jahre die „dissidenten“ Surrealisten um sich sammelte. Masson wirkte maßgeblich bei der von Bataille ins Leben gerufenen Zeitschrift Acéphale mit, die eine von den Fälschungen Elisabeth Förster-Nietzsches bereinigte Nietzsche-Lektüre propagierte; des Weiteren war er am Collège de Sociologie aktiv. 1938 stellte er in Paris, zusammen mit in- und ausländischen Künstlerkollegen, Werke im Rahmen der Exposition Internationale du Surréalisme in der Galerie Beaux-Arts aus.
Zu Beginn des Zweiten Weltkriegs lebte Masson in Spanien, emigrierte dann beim Vormarsch der Deutschen 1942 in die Vereinigten Staaten (zeitweise lebte er auch auf Martinique) und kehrte 1945 nach Frankreich zurück.
André Masson war Teilnehmer der documenta 1 (1955), der documenta II (1959) sowie der documenta III im Jahre 1964 in Kassel.
In Massons Werken ist eine stetige existenzielle Unruhe zu finden, welche die beiden Weltkriege und Krisen seiner Zeit widerspiegelt. Sein stilistisch ständig im Wandel begriffenes Werk strahlt Erfindungsreichtum und große Gestaltungskraft aus. Masson entwickelte während seiner Zeit mit den Surrealisten im Paris der 1920er und 1930er Jahre eine lyrisch-spontane, abstrakte Malweise (psychischer Automatismus / écriture automatique). Damit war Masson einer der ersten Maler, die bewusst Zugang zum Irrationalen, Unbewussten suchten. Eines dieser Werke sind die Vingt-deux dessins sur le thème du désir (Zweiundzwanzig Zeichnungen zum Thema der Begierde), die in kürzester Zeit hintereinander entstanden.
Neben zahlreichen Gemälden – für die er sich mitunter auch ungewöhnlicher Materialien wie Lehm oder Sand bediente – entstanden zudem Skulpturen, Bühnenbilder und Buchillustrationen. Für das Théatre Odéon in Paris fertigte Masson ein Deckengemälde.
Die Académie royale des Sciences, des Lettres et des Beaux-Arts de Belgique nahm ihn 1966 als assoziiertes Mitglied auf. 1977 wurde er als Ehrenmitglied in die American Academy of Arts and Letters gewählt.
Der Dirigent Diego Masson ist sein Sohn. André Masson war ein Schwager des einflussreichen Psychoanalytikers Jacques Lacan.

## Werke (Auswahl)

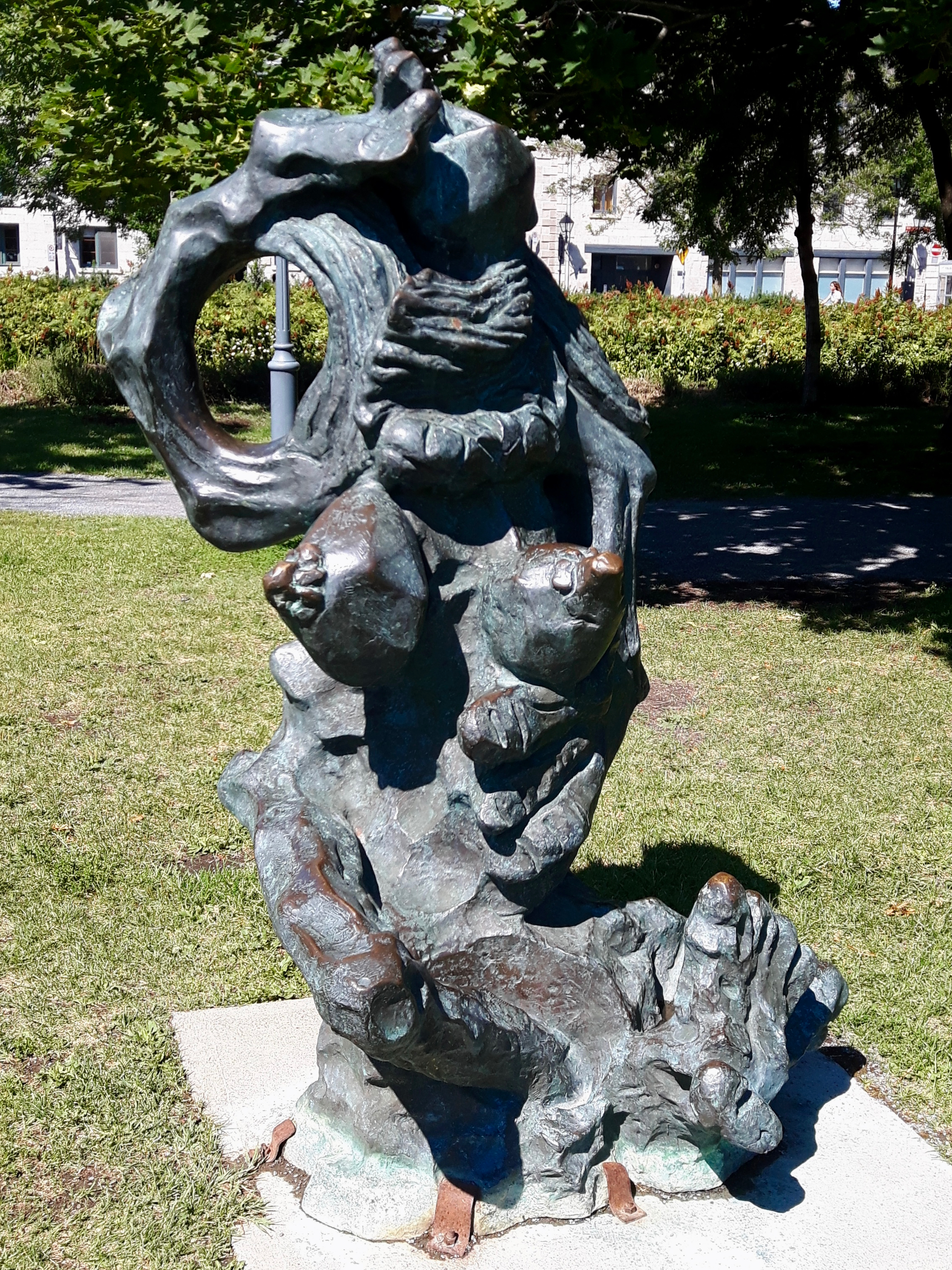
Femme tourmentée (1942)

- La métamorphose, (1938), Öl auf Leinwand
- Der Dichter Kleist, (1939), Öl auf Leinwand
- Gradiva, (1939), Öl auf Leinwand, Musée National d’Art Moderne, Centre Pompidou, Paris
- Femme tourmentée, (1942), Bronzeskulptur, Kunstwerk im öffentlichen Raum, Alter Hafen, Montreal
- La Pythie (Pythia), (1943), 30,5 × 106,5 cm; Musée National d’Art Moderne, Centre Pompidou, Paris
- Arbre-femme (Femme luminaire), (1973), Bronze, dunkelbraun patiniert, Spiegelglas, Glühbirne, in: Ein Wald der Skulpturen – Sammlung Simon Spierer, Hessisches Landesmuseum Darmstadt
- Barbara Sietz (Hrsg.): André Masson. Gesammelte Schriften Band II (Batterien Band 70). Berlin, Verlag Matthes & Seitz (Sammlung Klewan) 2005. 280 S., ISBN 3-88221-297-7 (erste gesammelte Vorlage der Hauptschriften Massons).